# Megapselaphus sexguttatus
Megapselaphus sexguttatus là một loài bọ cánh cứng trong họ Melandryidae. Loài này được Montrouzier miêu tả khoa học năm 1860.